# Sein Win
Ne doit pas être confondu avec Sein Lwin.
Le général de brigade Sein Win (birman စိန်ဝင်း) (né le 19 mars 1919 et mort le 29 juin 1993) est un militaire et homme d'État birman. Il occupa différents postes de gouvernement après le coup d'État du 2 mars 1962 du général Ne Win. Il succéda en particulier à celui-ci comme Premier Ministre le 4 mars 1974, poste qu'il occupa jusqu'au 29 mars 1977.

## Biographie
Sein Win est né à Danyingon, dans le district de Moulmein, dans le futur État Môn. Il est le fils d'U Thin Myaing et Daw Pwal Kyu. Il fit des études à l'école U Pyon Yin, à la National Middle School, puis à la Government High School de Tavoy. En 1938 il passa l'examen de la Shin Mahar Buddhist Gawtha School et en 1940 suivit l'entraînement d'officier de police à Mandalay.
En 1942 il s'engagea dans l'Armée nationale birmane.
En 1943, il épousa Mya Shwe, fille du capitaine Ba Pe et de Daw Mone. Ils eurent huit enfants.
En 1962, après le coup d'État du général Ne Win, Sein Win devint membre du conseil révolutionnaire sur lequel Ne Win s'appuyait pour gouverner le pays. À cette époque, il était aussi commandant du district militaire sud-est avec le rang de général de brigade.
En 1964, il devint ministre de la construction et des travaux publics, et en 1971, il dirigea le comité d'inspection du parti du programme socialiste birman. Le 20 avril 1972, il prit sa retraite militaire.
En 1974, il devint le premier ministre de la toute-nouvelle République socialiste de l'Union birmane créée par Ne Win en remplacement du conseil révolutionnaire. Mais en 1977, il fut blâmé pour les difficultés économiques du pays et renvoyé par Ne Win. Il occupa ensuite un siège au Conseil d'état birman, d'où il démissionna en 1985.
Il est mort à Rangoon le 29 juin 1993.